# Sjeverovci
Sjeverovci so naselje v občini Kozarska Dubica, Bosna in Hercegovina. 

## Deli naselja
Josipovići, Kneževići, Lajići, Lukići, Mijatovići, Sjeverovci in Zeljići.

## Prebivalstvo
| Pregled števila prebivalcev po letih | Pregled števila prebivalcev po letih | Pregled števila prebivalcev po letih | Pregled števila prebivalcev po letih | Pregled števila prebivalcev po letih | Pregled števila prebivalcev po letih |
| ------------------------------------ | ------------------------------------ | ------------------------------------ | ------------------------------------ | ------------------------------------ | ------------------------------------ |
| 1948                                 | 1953                                 | 1961                                 | 1971                                 | 1981                                 | 1991                                 |
| -                                    | -                                    | -                                    | 355                                  | 365                                  | 322                                  |

| Narodna sestava prebivalstva po letih                                                                                      | Narodna sestava prebivalstva po letih                                                                                      | Narodna sestava prebivalstva po letih                                                                                          |
| --- | --- | --- |
| 1971 | 1981 | 1991 |
| . skupaj: 355 Srbi 354 (99,71 %) Hrvati 0 (0,00 %) Muslimani 0 (0,00 %) Jugoslovani 0 (0,00 %) drugi in neznano 1 (0,28 %) | . skupaj: 365 Srbi 361 (98,90 %) Hrvati 1 (0,27 %) Muslimani 0 (0,00 %) Jugoslovani 2 (0,54 %) drugi in neznano 1 (0,27 %) | . skupaj: 322 Srbi 179 (55,59 %) Hrvati 0 (0,00 %) Muslimani 0 (0,00 %) Jugoslovani 13 (4,03 %) drugi in neznano 130 (40,37 %) |